# Asini (film)
Asini è un film del 1999 diretto da Antonello Grimaldi con l'attore Claudio Bisio come protagonista.
Prodotto da Maurizio Totti, è una delle prime apparizioni cinematografiche di Fabio De Luigi. È stato in parte girato nel convento francescano di Montefiorentino, nel comune di Frontino. Nel film si possono anche vedere scene di rugby e della Haka degli All Blacks.

## Trama
Italo è un quarantenne milanese che vive alla giornata, senza prospettive concrete, tra lavori precari e la propria squadra di rugby – sport di cui è fanatico, ma che può "praticare" soltanto in panchina per via dell'età raggiunta. Abita ancora in casa con la madre e la zia, e la sua fidanzata è una dog sitter. Verrà chiamato quasi per caso a fare l'insegnante di ginnastica in un convento francescano che raccoglie asini (animali da lavoro sempre più indesiderati e inutilizzati) e che dà rifugio a ragazzi orfani e problematici. A contatto con questa realtà insolita, Italo dovrà cercare di dare ai ragazzi un ruolo nella vita insegnando loro a giocare a rugby, dando così un senso anche alla propria.